# Jacques et Berthe Lipchitz
Jacques et Berthe Lipchitz est une huile sur toile d'Amedeo Modigliani peinte en 1916. Elle représente l'ami de Modigliani, le sculpteur Jacques Lipchitz, aux côtés de son épouse Berthe, assise. Elle est conservée à l'Art Institute of Chicago. 

## Genèse de l'œuvre
Modigliani et Lipchitz s'installent tous deux très jeunes en France, sont tous deux d'origine juive et deviennent des amis proches, ils fréquentent les mêmes cercles artistiques à Paris.  Malgré leurs points communs, on constate des différences marquées entre les deux artistes : Lipchitz travaille énormément son art tandis que Modigliani s'adonne à la vie de bohème.  
Avant de peindre Jacques et Berthe Lipchitz, Modigliani réalise une série de dessins préparatoires, dont cinq ont survécu : deux de Lipchitz, deux de Berthe, et l'un d'eux ensemble. Lipchitz lui commande la toile pour dix francs d'époque. 
Lipchitz se sent mal à l'aise d'accepter le tableau pour seulement dix francs, et présente ses excuses pour que Modigliani continue de travailler sur le portrait. « Tu sais », dis-je, « nous, sculpteurs, aimons plus de substance ». « Eh bien, » répondit-il, « si tu veux que je le gâte, je peux continuer ».  Le portrait occupe Modigliani pendant près de deux semaines, « probablement la plus longue période où il ait jamais travaillé sur une peinture ».  

## Analyse

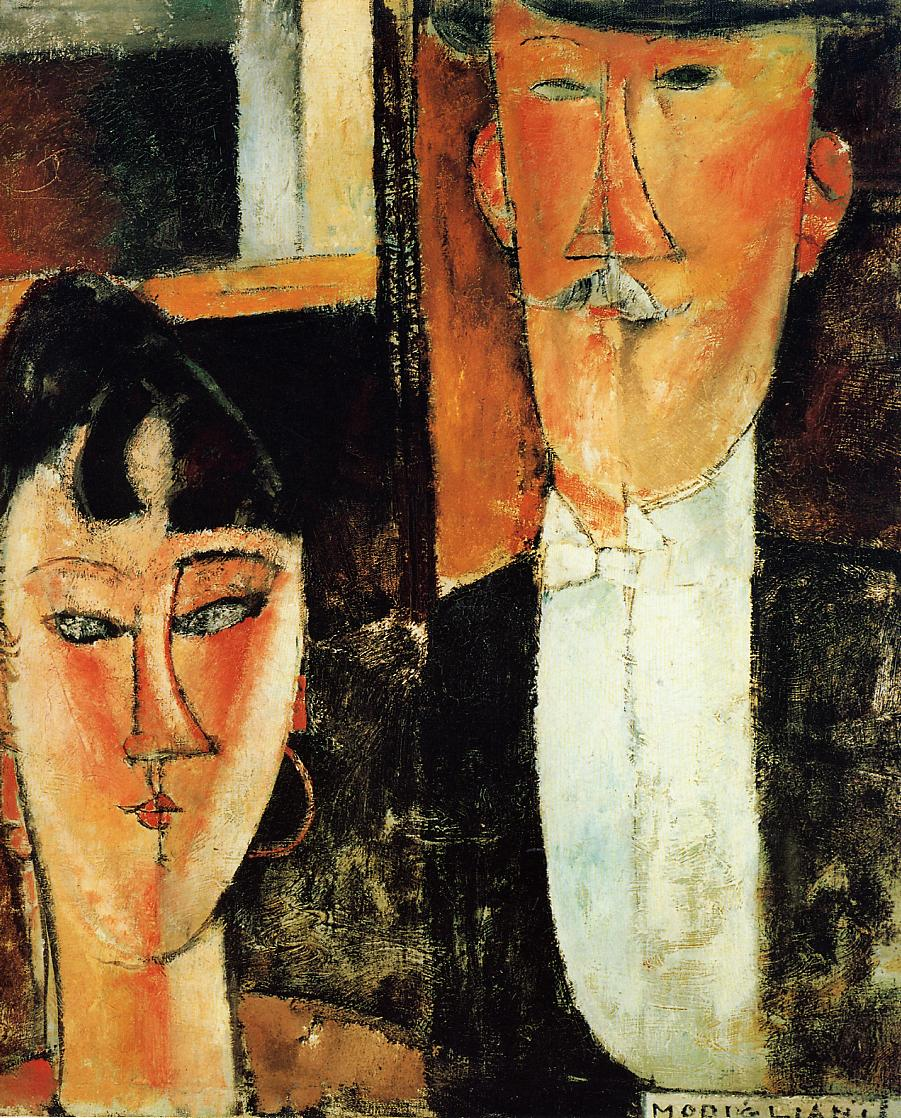
Amedeo Modigliani. Jeunes mariés, 1915. Les sujets de l'autre double portrait de Modigliani semblent être des "marionnettes", tandis que Jacques Lipchitz et sa femme sont "transformés en êtres humains".

Un des deux seuls portraits doubles peints par Modigliani, Jacques et Berthe Lipchitz est connu pour son étude complexe et énigmatique des personnalités contrastées. Lipchitz est dépeint avec son épouse Berthe Kitrosser, une poète russe, dans leur appartement parisien, qui était auparavant la maison du sculpteur Constantin Brâncuși. Posé devant un intérieur architectural abstrait, Lipchitz est joliment habillé et se tient nonchalamment, une main sur l'épaule de Berthe. Leurs visages en forme de masque ont encouragé des lectures variées ; La douce sensualité de Berthe, ses grands yeux et lèvres et son cou gracieux, offrent un contraste frappant avec la fierté de Lipchitz, ses petits yeux et sa bouche, et son "nez méchamment tordu" se combinant pour un effet satirique. Pour l'historien de l'art et conservateur Mason Klein, le visage de Berthe est fade et bourgeois, son col à froufrous et son nez évocateur suggèrent de l'orgueil, tandis que Lipchitz se tient au-dessus d'elle, dominateur et protecteur. 

## Mort de Modigliani
Après la mort de Modigliani en 1920, Lipchitz crée son masque mortuaire et fabrique douze moules en plâtre pour les amis et la famille de Modigliani. Peu de temps après, Lipchitz échange le tableau à son marchand en échange de sculptures.  Le tableau est acheté en 1922 et entre à l'Art Institute of Chicago en 1926 dans le cadre de la collection commémorative Helen Birch Bartlett.